# Blanche Bilongo
Pour les articles homonymes, voir Bilongo.
Blanche Bilongo est une actrice, scénariste, présentatrice et monteuse à la CRTV camerounaise née le 26 janvier 1974 à Monatélé.

## Jeunesse et formation
Blanche Bilongo est née le 26 janvier 1974 à Monatélé, dans le village d'Emana. Cependant, elle est originaire Ngoumou, une ville du Centre, dans le département de Méfou-et-Akono.
En 1987 à l'âge de 11 ans, Blanche Bilongo commence sa carrière artistique. À cette époque, elle faisait partie du ballet de son collège Johnson de Yaoundé. Elle y avait pour habitude d'assister aux répétitions de la troupe de théâtre Les Pagayeurs d'André Bang. Un jour, alors que l'actrice principale fut absente, Blanche prit sa place et sa prestation convainquit tout le monde. Elle rejoint la troupe malgré les réticences de son directeur.
Blanche poursuit ses études à l'Université Yaoundé II Soa. Elle suit ensuite plusieurs formations. Une dans le maquillage de cinéma et une autre en 2007 en montage et effets spéciaux au centre de formation professionnel de l'audiovisuel de la CRTV, la télévision d'État camerounaise.

## Carrière

### Débuts
En 1990, Blanche Bilongo fait ses premiers pas à la télévision dans le programme Silence, on joue. Depuis cette date, elle totalisera une vingtaine de courts-métrages. En 2000, sort le film Tiga, L'Héritage de Yolande Ekoumou Samba. Quelques années plus tard, elle incarne Yvette Zarla dans la série Le Revenant de Gervais Mendo Ze. Cette dernière deviendra plus tard, un incontournable de sa carrière.

### Reconnaissance nationale
Elle accède à la popularité avec la série N’taphil, diffusée entre 2004 et 2005. Elle y tient le rôle de Sabine, une simple épouse villageoise ; une figure sympathique. À l'inverse, elle incarne Pam dans Les Blessures Inguérissables. Elle y joue une veuve à l'esprit torturée lorsqu'elle se rend compte que sa vie ne repose que sur des mensonges. Dans Coup de Foudre à Yaoundé, elle campe le personnage de Marie Young, une riche et puissante femme autoritaire. Au début, c'est à Blanche Bana que le rôle revenait. Ayant été révoqué et à la suite de la polémique, Blanche Bilongo fut appelée pour la remplacer. Elle y a principalement joué aux côtés de stars camerounaises telles que Martin Poulibé, Stéphane Tchonang et Horatvie Mpondo.

## Autres activités

### Militantisme
Blanche Bilongo est vice-présidente de la Société Civile des Arts Audiovisuels et Photographiques (SCAAP) qui vise à aider les acteurs et actrices à mieux négocier leurs contrats avec les productions. En effet, au Cameroun les comédiens sont très mal rémunérés. Elle-même a déclaré qu'elle ne gagnait pas beaucoup d'argent :
« Quand le Ministère de la Culture donne sept millions Francs CFA pour produire un film, que restera-t-il pour les acteurs ? Je ne suis pas loin de ceux qui tournent gratuitement ».
Au sein de la SCAAP, Blanche s'est notamment s'est battu pour le droit voisin.

### Chanson
Elle rend hommage à ses parents dans le single Le Temps de Dieu sorti le 1er février 2019. Il comprend les titres A Ma Mère et Awolla. Dans la première chanson, elle remercie sa mère pour lui avoir donné la vie. Dans la seconde, elle évoque un conseil que son père lui a donné. Pour choisir la bonne personne avec qui partager sa vie, il faut seulement trouver celle avec qui on a le plus d'affinité. Nul n'est parfait et ça ne sert à rien de le rechercher.
Les paroles ont été écrites lorsque Blanche était encore au lycée, en seconde.

## Distinctions
- 1987 : Prix du jury, Les Rencontres Théâtrales Internationales de Yaoundé (aujourd'hui le Rétic).
- 2015 : Chevalier de l'Ordre de la Valeur par le Président de la République du Cameroun Paul Biya sur recommandation du Ministre des Arts et de la Culture Narcisse Mouelle Kombi[9]. Elle a reçu cette récompense en même temps que Calixthe Beyala, Manu Dibango, et K-Tino[10]. Elle dédie cette médaille à ses parents.

## Filmographie
Coup de Foudre à Kribi 2.0 

### Courts-métrages
- 2006 : Mon Ayon de Blaise Nomo Zanga : Eda
- 2006 : Enfant Peau Rouge de Gérard Essomba Many : La reine

### Longs-métrages
- 2000 : Tiga, L'Héritage de Yolande Ekoumou Samba (remastérisé en 2007[12])
- 2007 : Les Blessures Inguérissables d’Hélène Ebah : Pam
- 2010 : Les Bantous vont au Cinéma de Yolande Ekoumou Samba
- 2011 : Deuxième Bureau de Dieudonné Nadi Nana
- 2019 : Coup de Foudre à Yaoundé de Mason Ewing : Marie Young (film non sorti)

### Séries
- 2003-2004 : Le Revenant de Gervais Mendo Ze : Yvette Zarla
- 2004-2005 : N’taphil de Gervais Mendo Ze : Sabine
- 2013 : Ex-Silence de Richie En-Dada

## Discographie
- 2019 : Le Temps de Dieu